# Метенамин
Метенами́н — лекарственное средство, антибактериальный препарат. Действующее вещество: 1,3,5,7-тетраазотрицикло[3,3,1,1]-гексан (в том числе в виде ангидрометиленцитрата, камфората, гиппурата, индигокармината или манделата), также известное как гексаметилентетрамин.

## Фармакологическое действие
Уроантисептик, активный в отношении большинства микроорганизмов, вызывающих заболевания мочевыводящих путей. Оказывает дозозависимый бактерицидный или бактериостатический эффект. Является пролекарством, из которого в кислой среде мочи высвобождается формальдегид, денатурирующий белковые структуры любых микробов (расщепление происходит в почках, на этапе повышения кислотности среды). Кроме того, метенамин входит в так называемый состав пасты Теймурова , в котором гипотетически является донором дополнительного (в составе уже содержится формальдегид), постепенно выделяющегося формальдегида.
Фармакокинетика
Быстро и полно всасывается в ЖКТ. Биодоступность — 30-60 %. С белками плазмы практически не связывается. Попадает в мочу посредством клубочковой фильтрации и канальцевой секреции. TCmax — 2 ч. T1/2 — 4-6 ч. Выводится почками, 90 % от всосавшейся дозы — в течение 24 сут.

## Применение
Показания
Инфекции мочевыводящих путей: цистит, пиелит.
Противопоказания
Гиперчувствительность, дегидратация, печеночная и/или почечная недостаточность, беременность, период лактации, детский возраст (до 6 лет).
С осторожностью
Замедление AV проводимости.
Побочное действие
Со стороны пищеварительной системы: тошнота, рвота, диарея, боль в животе.
Со стороны мочевыделительной системы: альбуминурия, гематурия, кристаллурия.
Аллергические реакции: кожные высыпания и зуд.
Местные реакции: гиперемия и болезненность в месте введения.

## Режим дозирования
Внутрь, по 0.1-1 г 2 раза в сутки. В/в — 2-4 г (5-10 мл 40 % раствора). Курс лечения определяется индивидуально.
Взаимодействие
ЛС, ощелачивающие мочу (антациды, ингибиторы карбоангидразы, натрия гидрокарбонат, цитраты, тиазидные диуретики), снижают эффективность.